# Bundesgesetzblatt

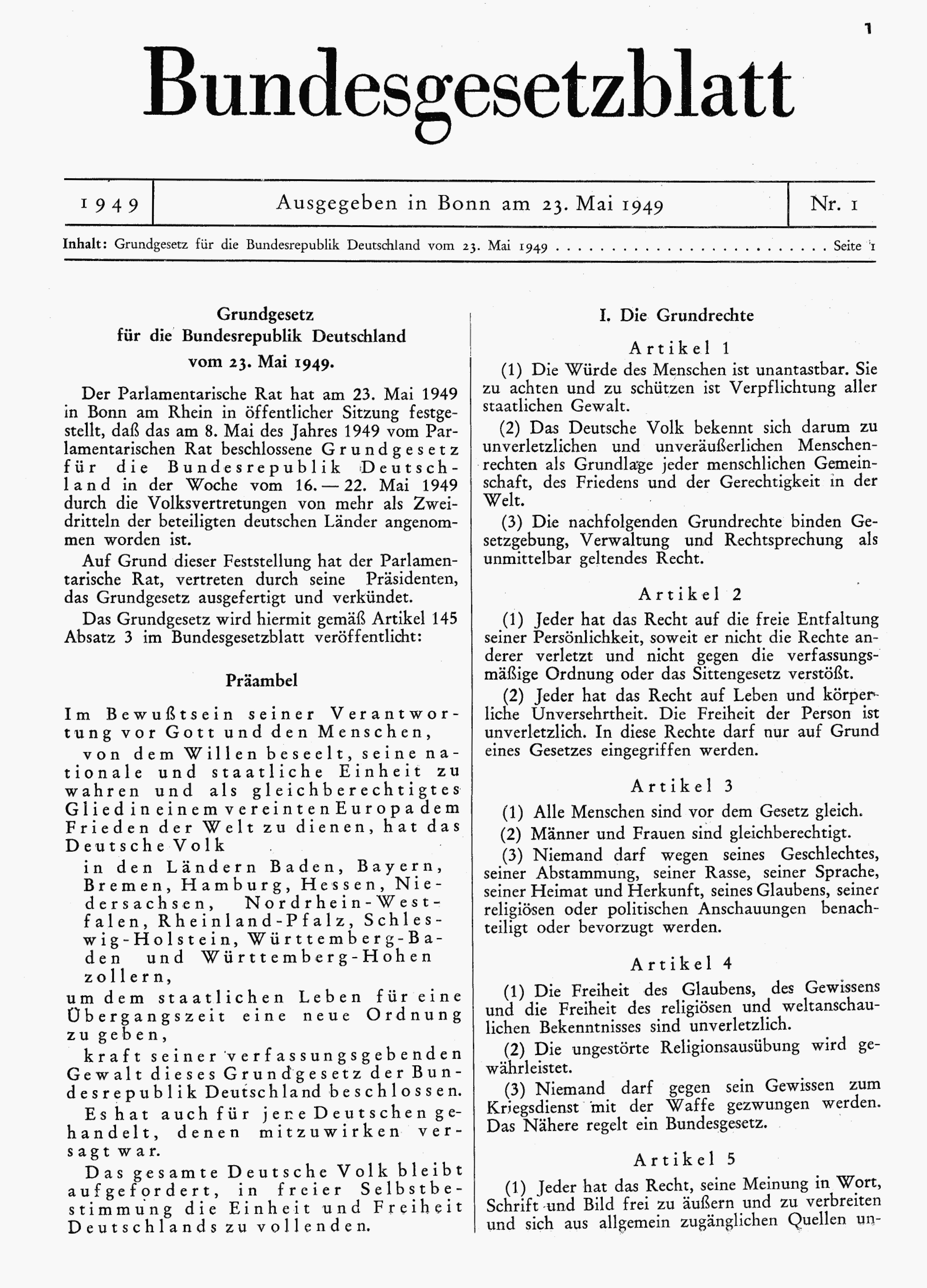
Bundesgesetzblatt, Bonn, 23 mei 1949, No. 1

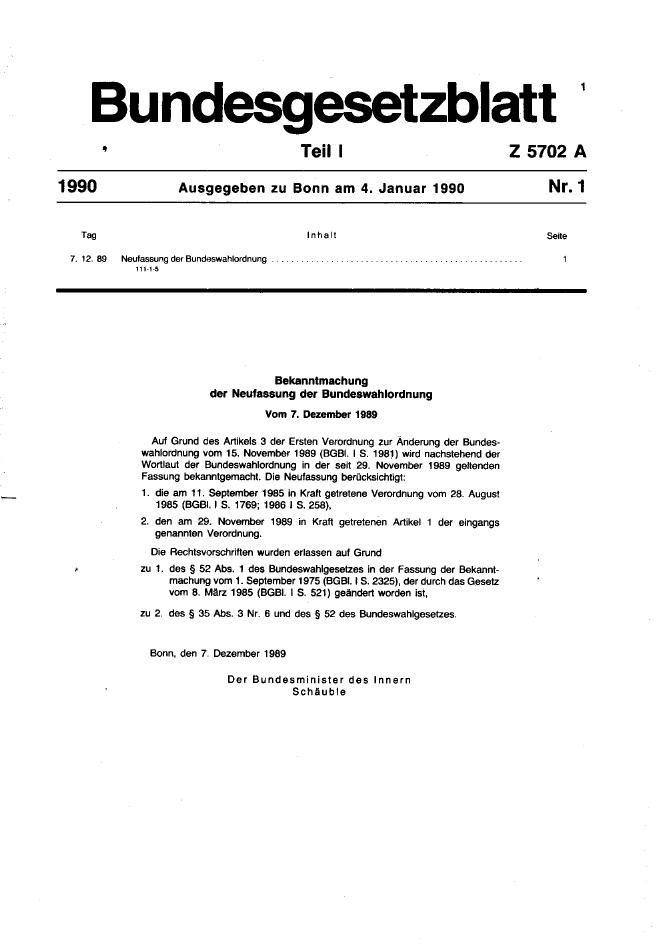
BGBl. 1990

Het Duitse Bundesgesetzblatt (BGBl.)  (Bondswetblad) is een openbaar staatsblad van de Bondsrepubliek Duitsland. Het wordt geproduceerd door het Bundesministerium der Justiz und für Verbraucherschutz (Bondsministerie van Justitie en Consumentenbescherming) en gepubliceerd door Bundesanzeiger Verlagsgesellschaft mbH.